# 弥富市立栄南小学校
弥富市栄南小学校（やとみしりつえいなんしょうがっこう）は、愛知県弥富市狐地2丁目にある公立小学校。

## 概要
- 校区（行政区単位表記）は稲荷、三好、狐地、東末広、西末広、大谷、操出、稲狐、三稲、稲荷崎、境、中原、富島付、鍋田、駒野、楠、上野、富浜　であり、公立中学校へ進学する場合、弥富市立弥富中学校に進学する[1]。
- 旧・海部郡鍋田村の小学校であり、かつての校名は「鍋田南部小学校」である。現在の校名は1958年からである。

## 沿革
栄南小学校HPの沿革では、創立は1887年となっている。ここではそれ以前についても記述する。
- 1875年（明治8年） - 三重県桑名郡富島新田に富島学校が開校する。顕宗寺[注釈 1]を仮校舎とする。
- 1877年（明治10年） - 芝井学校から稲地学校が分離する。
- 1880年（明治13年）5月10日 - 三重県桑名郡五明村、小島新田、福原新田、川原欠新田、加稲新田、加稲九郎治新田、三好新田、加稲付新田、富島新田、富島付新田、加稲山新田、稲荷崎新田、稲荷崎付新田、富崎新田、境新田（鍋田川左岸）が愛知県海西郡に移る。
- 1887年（明治20年） - 富島学校と稲地学校が合併し、三好新田に移転。海西郡尋常小学三好学校となる。民家を仮校舎とする。
- 1889年（明治22年）10月1日 - 狐地新田、稲吉新田、稲狐新田、三稲新田、三稲外繰出新田、大谷新田、富島新田、富島付新田、富崎新田、加稲新田、加稲九郎次新田、三好新田、加稲付新田、加稲山新田、稲荷崎新田、稲荷崎付新田、境新田が合併し、両国村が発足する。
- 1892年（明治25年） - 両国尋常小学校に改称する。
- 1893年（明治26年）9月1日 - 現在地に校舎を新築し、移転する。
- 1901年（明治34年） - 教室不足のため、民家を借用し繰出分教場（尋常科1・2年）を設置する。高等科を設置し、両国尋常高等小学校に改称する。
- 1905年（明治38年） - 校舎を増築する。
- 1906年（明治39年）
  - 4月 - 繰出分教場を廃止する。
  - 7月1日 - 両国村、大藤村、弥富町の一部（中山新田）が合併し、鍋田村が発足する。
- 1907年（明治40年） - 鍋田村南部尋常高等小学校に改称する。
- 1909年（明治42年） - 教室不足のため、高等科を鍋田村北部尋常小学校にも設置する。
- 1911年（明治44年） - 高等科が鍋田村北部尋常高等小学校へ移転。同時に鍋田村南部尋常小学校に改称する。
- 1912年（大正元年）9月22日 - 暴風雨により1905年建築の校舎が全壊。1893年建築の校舎がが半壊する。
- 1915年（大正4年） - 校舎を増築する。
- 1921年（大正10年） - 校舎を増築する。
- 1933年（昭和8年） - 高等科を設置し、鍋田村南部尋常高等小学校に改称する。
- 1938年（昭和13年） - 校舎を増築する。
- 1941年（昭和16年）4月1日 - 鍋田村南部国民学校に改称する。
- 1942年（昭和17年） - 鍋田村青年学校女子部を併置する。
- 1944年（昭和19年）12月7日 - 昭和東南海地震により、校舎の一部が傾くなどの被害を受ける。
- 1947年（昭和22年）4月1日 - 鍋田村立鍋田南部小学校に改称する。校舎を仮復旧する。
- 1955年（昭和30年） -
  - 彌富町、鍋田村、市江村の一部（楽平、佐古木新田、又八新田）と合併し、弥富町が発足。同時に弥富町立鍋田南部小学校に改称する。
  - 新校舎（木造2階建）が完成する。北校舎（1893年建築）を取り壊す。
- 1958年（昭和33年）4月1日 - 弥富町立栄南小学校に改称する。
- 1959年（昭和34年）
  - 9月26日 - 伊勢湾台風の高潮により、校舎の1階が水没。校舎内の施設や備品などの殆どがが流出し、臨時休校となる。
  - 12月22日 - 授業を再開する。
- 1960年（昭和35年） - 新校舎（鉄筋コンクリート造）が完成する。南校舎（1915・1921・1938年建築）を取り壊す。
- 1962年（昭和37年） - プールが完成する。
- 1971年（昭和46年） - 校舎を増築する。
- 1974年（昭和49年） - 体育館が完成する。
- 1978年（昭和53年） - 校舎を増築する。旧校舎（1955年建築）を取り壊す。
- 1889年（平成元年） - 創立百周年事業として、操出百年記念碑か完成する。
- 2000年（平成12年） - 東館が完成する。
- 2006年（平成18年）4月1日 - 弥富町が十四山村を編入。市制施行し、弥富市となる。同時に弥富市立栄南小学校に改称する。

## 交通アクセス
- 弥富市コミュニティバス南部ルート「栄南小学校」バス停より徒歩すぐ。

## 周辺施設
- 南部コミュニティセンター
- 愛知黎明高等学校